# Mirakel
Mirakel (lat. miraculum, čudež) je srednjeveško dramsko delo, ki obravnava snov iz legend.
Mirakel je oblika srednjeveške duhovne drame, ki je nastala v začetku 12. stoletju in se obdržala vse do novega veka. V ospredju mirakla, ki je bil najbolj razširjeni v Franciji in Španiji so bili postavljeni čudeži svetnikov. Veliki španski dramatik Calderón (1600 - 1681) je dal miraklu klasično obliko.

## Vir
Silva Trdina:Besedna umetnost: 2. Literarna teorija. Ljubljana: Mladinska knjiga, 1958   in  več izdaj. (COBISS)